# Campionato Tocantinense 2023
Il Campionato Tocantinense 2023 è stata la 31ª edizione della massima serie del campionato tocantinense. La stagione è iniziata il 28 gennaio 2023 e si è conclusa il 9 aprile successivo.

## Stagione

### Novità
Al termine della stagione 2022, sono retrocesse in Segunda Divisão NC Paraíso, Araguacema, Gurupi e Tocantins de Miracema. Il Gurupi, vincitore della Segunda Divisão 2022, è immediatamente risalito nella massima serie, insieme al Tocantins de Miracema, classificatosi secondo.

### Formato
Le otto squadre si affrontano dapprima in una prima fase a gironi, composta da un unico girone da otto squadre. Le prime quattro classificate di tale girone, accederanno alla seconda fase che decreterà la vincitrice del campionato. Le ultime due classificate, retrocedono in Segunda Divisão.
La formazione vincitrice, potrà partecipare alla Série D 2024, alla Coppa del Brasile 2024 e alla Copa Verde 2024; la formazione vice-campione solo alla Série D.

### Avvenimenti
Il 26 dicembre 2022, poco prima l'inizio della stagione, il Palmas annuncia il ritiro dalla competizione. Tutti i match della formazione otto volte vincitrice del torneo sono stati assegnati per 3-0 a tavolino alle avversarie.

## Risultati

### Prima fase
|  | Pos. | Squadra                    | Pt | G | V | N | P | GF | GS | DR  |
|  | ---- | -------------------------- | -- | - | - | - | - | -- | -- | --- |
|  | 1.   | Tocantinópolis             | 15 | 7 | 4 | 3 | 0 | 14 | 1  | +13 |
|  | 2.   | Bela Vista                 | 12 | 7 | 3 | 3 | 1 | 9  | 4  | +5  |
|  | 3.   | Capital-TO                 | 10 | 7 | 2 | 4 | 1 | 9  | 5  | +4  |
|  | 4.   | Tocantins de Miracema (-3) | 9  | 7 | 4 | 0 | 3 | 7  | 10 | -3  |
|  | 5.   | Gurupi                     | 9  | 7 | 2 | 3 | 2 | 6  | 6  | 0   |
|  | 6.   | União Carmolandense (-4)   | 6  | 7 | 2 | 4 | 1 | 6  | 3  | +3  |
|  | 7.   | Interporto (-3)            | 4  | 7 | 2 | 1 | 4 | 5  | 6  | -1  |
|  | 8.   | Palmas                     | 0  | 7 | 0 | 0 | 7 | 0  | 21 | -21 |

Legenda:
      Ammessa alla seconda fase.
      Retrocesse in Segunda Divisão 2024
Note:
Tre punti a vittoria, uno a pareggio, zero a sconfitta.

### Seconda fase
|  | Semifinali | Semifinali            | Semifinali | Semifinali | Semifinali |  |  | Finale | Finale         | Finale | Finale | Finale |  |
|  |            |                       |            |            |            |  |  |        |                |        |        |        |  |
|  | 3          | Capital-TO (dtr)      | 1          | 1          | 1 (3)      |  |  |        |                |        |        |        |  |
|  | 2          | Bela Vista            | 1          | 1          | 1 (2)      |  |  | 3      | Capital-TO     | 1      | 3      | 4      |  |
|  | 4          | Tocantins de Miracema | 0          | 1          | 1          |  |  | 1      | Tocantinópolis | 2      | 4      | 6      |  |
|  | 1          | Tocantinópolis        | 4          | 4          | 8          |  |  |        |                |        |        |        |  |

## Classifica finale
|  | Pos. | Squadra                    | Pt | G  | V | N | P | GF | GS | DR  |
|  | ---- | -------------------------- | -- | -- | - | - | - | -- | -- | --- |
|  | 1.   | Tocantinópolis             | 27 | 11 | 8 | 3 | 0 | 28 | 6  | +22 |
|  | 2.   | Capital-TO                 | 12 | 11 | 2 | 6 | 2 | 15 | 13 | +2  |
|  | 3.   | Bela Vista                 | 14 | 9  | 3 | 5 | 1 | 11 | 6  | +5  |
|  | 4.   | Tocantins de Miracema (-3) | 9  | 9  | 4 | 0 | 5 | 7  | 18 | -11 |
|  | 5.   | Gurupi                     | 9  | 7  | 2 | 3 | 2 | 6  | 6  | 0   |
|  | 6.   | União Carmolandense (-4)   | 6  | 7  | 2 | 4 | 1 | 6  | 3  | +3  |
|  | 7.   | Interporto (-3)            | 4  | 7  | 2 | 1 | 4 | 5  | 6  | -1  |
|  | 8.   | Palmas                     | 0  | 7  | 0 | 0 | 7 | 0  | 21 | -21 |

Legenda:

      Vincitore del Campionato Tocantinense 2023 e qualificato per la Coppa del Brasile 2024, il Campeonato Brasileiro Série D 2024 e la Copa Verde 2024.
      Qualificato per il Campeonato Brasileiro Série D 2024.
      Retrocesse in Segunda Divisão 2024